# Sweet Home (Oregon)
Sweet Home – miasto w Stanach Zjednoczonych, w stanie Oregon, w hrabstwie Linn.